# مارك ديفيس (لاعب كريكت)
مارك ديفيس (بالإنجليزية: Mark Davis)‏ (10 أكتوبر 1971 في جنوب أفريقيا - ) هو لاعب كريكت جنوب أفريقي. لعب مع نادي مقاطعة ساسكس للكركيت ‏ ونادي مارليبون للكريكت ‏ ونادي الشماليين للكريكت ‏.